# Don F. Jordan
Don Franklin Jordan (* 13. Februar 1941 in New York City; † 16. Oktober 2023 in Bonn) war ein US-amerikanischer Journalist.

## Leben und Karriere
Don F. Jordan war der zweite Sohn des im Exil lebenden deutschen Diplomaten und Hochschullehrers Henry Paul Jordan und der Irene Brandt. Die Familie hatte 1940 die amerikanische Staatsbürgerschaft erhalten. Er studierte Business Administration an der University of Miami. Ab 1966 arbeitete er in Bonn als Korrespondent unter anderem für CBS News, Voice of America und The Guardian. 1977 übernahm er eine leitende Funktion in der Presseabteilung einer deutschen Großbank. Er war zehn Jahre lang Mitglied des Vorstandes des Vereins der Ausländischen Presse in der Bundesrepublik Deutschland, auch als Vorstandsvorsitzender. Ab 1990 war er freiberuflicher Korrespondent für Rundfunk- und Fernsehsender und Publikationen in Nordamerika, England und der Schweiz. 
Jordan war von 1994 bis 2001 als Moderator für Deutsche Welle-TV und als Kommentator für verschiedene Sender tätig. Er trat auch als Redner auf und war häufig zu Gast in Talkshows und Journalistenrunden. 2007 wurde er in Bamberg mit der Lucius-D.-Clay-Medaille ausgezeichnet. 2013 erhielt er den Medienpreis der Steuben-Schurz-Gesellschaft. 1996 spielte Don F. Jordan in Dieter Wedels fünfteiligem Fernsehfilm Der Schattenmann einen amerikanischen Drogenboss.
Don F. Jordan war seit 2017 Jubiläumsbotschafter der v. Bodelschwinghschen Stiftungen Bethel.